# Calcara (Malta)
Calcara (in maltese Il-Kalkara) è una località di Malta con una popolazione di 2 869 abitanti.
Il nome deriva dal maltese, ed è la traduzione di fornace, essendo presente nel paese sin dai tempi dell'impero Romano una fornace di calce.
Fanno parte del consiglio locale di Calcara le seguenti zone: Bighi, Forte Ricasoli, Il-Wileġ, It-Turretta, Kalkara Creek, Ricasoli Point, Rinella Bay, San Pietru, Santa Liberata, Santu Rokku, Smart City, Ta' Tewma, Ta' Wied Għammieq, Tar-Ramel, Wied Rinella. A Villa Birghi ha sede Heritage Malta.
Il patrono di Calcara è San Giuseppe, festeggiato la seconda domenica di luglio.
La località ospita la sede della Malta Film Commission ed i Malta Film Studios.